# Мамкино
Мамкино — деревня в Рославльском районе Смоленской области России. Входит в состав Сырокоренского сельского поселения. По состоянию на 2007 год постоянного населения не имеет. 
Расположена в южной части области в 43 км к северо-востоку от Рославля, в 4 км южнее автодороги А101 Москва — Варшава («Старая Польская» или «Варшавка»), на берегу реки Даниловка. В 22 км южнее деревни расположена железнодорожная станция О.п. 37-й км на линии Рославль — Фаянсовая. 

## История
В годы Великой Отечественной войны деревня была оккупирована гитлеровскими войсками в августе 1941 года, освобождена в сентябре 1943 года.